# Sigfrid Lindberg
Sigfrid Lindberg   (parròquia de l'església de Maria de Helsingborgs, 26 de març de 1897 - parròquia de l'església de Maria de Helsingborgs, 4 de gener de 1977) fou un futbolista suec, que jugava de porter, que va competir durant la dècada de 1920 i 1930.
El 1924 va prendre part en els Jocs Olímpics de París, on guanyà la medalla de bronze en la competició de futbol. Pel que fa a clubs, defensà els colors de l'Helsingborgs IF (1921-1931) i Landskrona BoIS (1931-1932). Entre 1921 i 1930 jugà 49 partits amb la selecció nacional, en què no marcà cap gol.